# Joan Roberts
Joan Roberts (* 15. Juli 1917 in New York City, New York als Josephine Rose Seagrist; † 13. August 2012 in Stamford, Connecticut) war eine US-amerikanische Theaterschauspielerin.

## Leben
Joan Roberts wuchs im Stadtteil Astoria im Nordwesten des Stadtbezirks Queens auf. Als Kind wirkte sie als Statistin in einigen Spielfilmen bei Paramount Pictures mit. Sie erhielt als Jugendliche Gesangsunterricht bei der Gesangspädagogin Estelle Liebling, die auch die Lehrerin der berühmten Sopranistin Beverly Sills war. Roberts wirkte zunächst in Bühnenaufführungen der Shubert Brothers mit, hauptsächlich Tournee-Produktionen von Musicals und Operetten. Zu dieser Zeit nahm sie auch ihren Bühnennamen Joan Roberts an.
1941 gab sie in der Rolle der Madeleine Caresse ihr Debüt am Broadway in dem kurzlebigen Musical Sunny River von Sigmund Romberg und Oscar Hammerstein II; die Produktion lief bis 1942.
Ihr größter Bühnenerfolg wurde die Rolle des Farmermädchens Laurie Williams in der Uraufführung des Musicals Oklahoma! von Richard Rodgers. Sie sang diese Rolle erstmals am 31. März 1943, bei der Premiere im St. James Theatre in New York City. Ihre Partner waren Alfred Drake in der männlichen Hauptrolle des Cowboys Curly und Celeste Holm als Ado Annie; Regie führte Rouben Mamoulian. Roberts, die einen kräftigen, klaren, für das Musiktheater bestens geeigneten lyrischen Sopran mit Wiedererkennungswert besaß, hatte ursprünglich, auf Aufforderung Hammersteins, zunächst für die Rolle der Ado Annie vorgesungen. Hammerstein erkannte jedoch, dass Roberts’ Stimme besser zur Rolle der Laurie passte und gab ihr die weibliche Hauptrolle. Roberts sang die später berühmt gewordenen Songs Many a New Day, Out of My Dreams und, gemeinsam mit Drake, das Duett People Will Say We’re in Love. Die Uraufführungskritiken lobten insbesondere die Frische ihrer Darstellung und ihre gute Gesangsstimme.
Nach zwei Jahren verließ 1945 Roberts die Produktion von Oklahoma!, um einen Filmvertrag bei David O. Selznick anzunehmen; geplante Filmprojekte wurden jedoch niemals realisiert. In der Verfilmung Oklahoma! (1955) spielte schließlich Shirley Jones die Rolle der Laurie Williams.
Nach Oklahoma! trat Roberts am Broadway noch in der Operette Marinka (1945), einem Spätwerk von Emmerich Kálmán, und in dem Musical Are You With It? (1945/1946) von Harry Revel und Arnold B. Horwitt. In dem Musical High Button Shoes von Jules Styne und Sammy Cahn übernahm sie 1947 die Rolle der Sara Longstreet, die Nanette Fabray in der Premiere gespielt hatte.
Roberts trat auch in späteren Jahren weiterhin auf der Theaterbühne auf. Sie wirkte meistens in lokalen Produktionen oder bei Sommertheater-Aufführungen mit. Sie spielte Hauptrollen unter anderem in Musical-Produktionen von Guys and Dolls, Too Many Girls von Richard Rodgers und Lorenz Hart, in der Operette Naughty Marietta von Victor Herbert und in den Musicals Up in Central Park von Sigmund Romberg, Show Boat, Music in the Air von Jerome Kern und Carousel.
1998 spielte sie die Titelrolle der Miss Daisy in dem Theaterstück Miss Daisy und ihr Chauffeur von Alfred Uhry auf dem Campus der Hofstra University in Hempstead auf Long Island.
2001 kehrte sie nach über 50 Jahren an den Broadway zurück. Roberts übernahm eine Hauptrolle in der Wiederaufnahme des Musicals Follies von Stephen Sondheim; sie verkörperte den alten Operettenstar Heidi Schiller und sang den bekannten Song One More Kiss.
Roberts hatte auch einige wenige Rollen im Film und im Fernsehen; diese spielten jedoch eine völlig untergeordnete Rolle in ihrer Karriere. 1979 hatte sie eine Episodenrolle in der US-Fernsehserie Fantasy Island.
2011 wurde sie School of the Arts der University of North Carolina geehrt; sie nahm, gemeinsam mit ihrer ehemaligen Bühnenkollegin Celeste Holm an einer Produktion des Musicals Oklahoma! nach Vorlagen der Original-Iinszenierung. Roberts war seit dem Tod von Holm im Juli 2012 die letzte noch lebende Hauptdarstellerin der Uraufführung. Noch Anfang des Jahres 2012 hatte sie privat Gesangsunterricht erteilt.
Ihre Autobiografie Stage Right erschien im Frühsommer 2012 und wurde bei Kaufmann Publishing veröffentlicht.

## Privates
Roberts war zweimal verheiratet. Ihr erster Ehemann, John Donlon, starb 1965; aus der Ehe ging ein Sohn hervor, Jack Donlon. Roberts’ zweiter Ehemann, der Zahnarzt Dr. Alexander Peter, starb 1993.
Roberts lebte lange Jahre in Rockville Centre auf Long Island. Sie starb im Alter von 95 Jahren in ihrem Haus in Stamford, Connecticut, an den Folgen einer akuten Herzinsuffizienz.

## Rollen (Auswahl)

### Theater
- 1941–1942: Sunny River
- 1943–1945: Oklahoma!
- 1945: Marinka
- 1945–1946: Are You With It?
- 1947: High Button Shoes
- 1998: Miss Daisy und ihr Chauffeur
- 2001: Follies

### Film und Fernsehen
- 1948: Kraft Television Theatre (Fernsehserie, Folge: Suppressed Desires)
- 1951: The Model and the Marriage Broker
- 1952: Männer machen Mode (Lovely to Look at)
- 1965: Jack and the Beanstalk (Fernsehfilm)
- 1979: Fantasy Island (Fernsehserie, Folge The Comic/The Golden Hour)
- 2011: Jesse